# Kenneth Bogh Andersen
Kenneth Bøgh Andersen (Ringsted, 10 de mayo de 1976) es un escritor y profesor danés adscrito a los géneros de la ciencia ficción, fantasía, horror y literatura infanto-juvenil. De formación docente, desde 2007 ha trabajado como escritor a tiempo completo. Debutó en 2000 con la trilogía de fantasía Slaget i Caïssa —en español: La batalla de Caissa— y posteriormente ha publicado una larga lista de libros para niños y jóvenes dentro de varios géneros. Sus libros han ganado numerosos premios y han sido traducidos al sueco, noruego, alemán y español.

## Obras
- Åbningen - Slaget i Caïssa 1 (Høst, 2000)
- Tågemandens død - Slaget i Caïssa 2 (Høst, 2000)
- Skakmat - Slaget i Caïssa 3 (Høst, 2000)
- En rejse gennem natten – Carmarde fortæller (Høst, 2002)
- De Hvide Mænd (Høst, 2003)
- Himmelherren (Høst, 2004)
- Det sultne maleri og andre gys (Forum, 2005)
- Djævelens lærling - Den Store Djævlekrig 1 (Høst, 2005)
- En rejse gennem natten 2 – Carmarde fortæller (Høst, 2006)
- Evig hævn og andre gys (Forum, 2006)
- Antboy 1 – Tissemyrens bid (Høst, 2007)
- Antboy 2 – Operation Skæbnespil (Høst, 2007)
- Antboy 3 – Maskefald (Høst, 2007)
- Sisdæ sjangsæ (Dansklærerforeningen, 2007)
- Dødens terning|Dødens terning - Den Store Djævlekrig 2 (Høst, 2007)
- Det gemmer sig i mørket og andre gys (Forum, 2008)
- Juleønsket (Høst, 2008)
- Den forkerte død - Den Store Djævlekrig 3 (Høst, 2009)
- Dødens sang (Høst, 2009)
- Ondskabens engel - Den Store Djævlekrig 4 (2010)